# خط انتقال مسطح

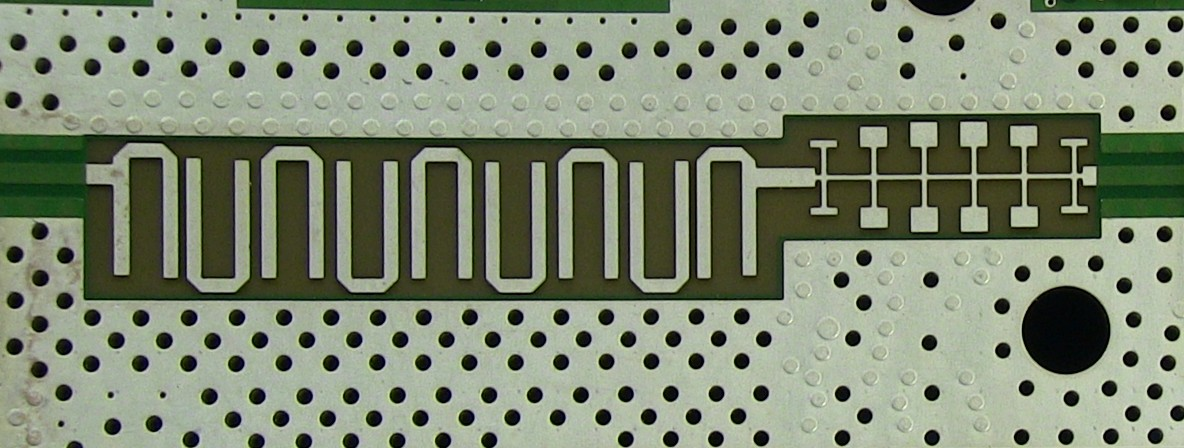
مدار چاپی خطوط انتقال مسطح برای ایجاد فیلترها در 20 گیگاهرتز طیف‌نما استفاده می‌شود. ساختار سمت چپ فیلتر سنجاقکی نامیده می‌شود و نمونه‌ای از فیلتر میان‌گذر است. ساختار سمت راست یک فیلتر شاخکی و یک فیلتر پایین‌گذر است. مناطق سوراخ‌شده بالا و پایین خطوط انتقال نیستند، بلکه حفاظ الکترومغناطیسی برای مدار هستند.

خط انتقال مسطح (انگلیسی: Planar transmission line) خط انتقالی همراه با رسانا یا در برخی موارد باریکه‌های دی‌الکتریکی (عایق) می‌باشند که خطوط صاف، نواری‌مانند هستند. آنان در اتصال-داخلی اجزای روی برد چاپی و مدار مجتمع که در فرکانس‌های ریزموج کار می‌کند استفاده می‌شوند.